# Чубровиці
Чубровиці (пол. Czubrowice) — село в Польщі, у гміні Єжмановиці-Пшегиня Краківського повіту Малопольського воєводства.
Населення — 1120 осіб (2011).
У 1975-1998 роках село належало до Краківського воєводства.

## Демографія
Демографічна структура станом на 31 березня 2011 року:
|          | Загалом | Допрацездатний вік | Працездатний вік | Постпрацездатний вік |
| -------- | ------- | ------------------ | ---------------- | -------------------- |
| Чоловіки | 569     | 134                | 360              | 75                   |
| Жінки    | 551     | 121                | 300              | 130                  |
| Разом    | 1120    | 255                | 660              | 205                  |